# ミラノ〜サンレモ2015
ミラノ〜サンレモ2015(伊:Milan - San Remo 2015)は、ミラノ〜サンレモの106回目の大会。2015年3月22日に行われた。

## 参加チーム
太字はUCIワールドチーム、中字はプロフェッショナルコンチネンタルチーム。
| チーム名                           | 登録国           | UCIコード |
| ---------------------------------- | ---------------- | --------- |
| AG2R・ラ・モンディアル             | フランス         | ALM       |
| アスタナ・プロチーム               | カザフスタン     | AST       |
| BMC・レーシングチーム              | アメリカ合衆国   | BMC       |
| エティックス・クイックステップ     | ベルギー         | EQS       |
| FDJ                                | フランス         | FDJ       |
| IAMサイクリング                    | スイス           | IAM       |
| ランプレ・メリダ                   | イタリア         | LAM       |
| ロット・ソウダル                   | ベルギー         | LTS       |
| モビスター・チーム                 | スペイン         | MOV       |
| オリカ・グリーンエッジ             | オーストラリア   | OGE       |
| チーム・キャノンデール・ガーミン   | アメリカ合衆国   | TCG       |
| ジャイアント・アルペシン           | ドイツ           | TGA       |
| チーム・カチューシャ               | ロシア           | KAT       |
| チーム・ロットNL・ユンボ           | オランダ         | TLJ       |
| チームスカイ                       | イギリス         | SKY       |
| ティンコフ＝サクソ                 | ロシア           | TCS       |
| トレック・ファクトリー・レーシング | アメリカ合衆国   | TFR       |
| アンドローニ・ジョカットーリ       | イタリア         | AND       |
| バルディアーニ・CSF                | イタリア         | BAR       |
| ボーラ・アルゴン18                 | ドイツ           | BOA       |
| CCC・スプランディ・ポルコウィチェ  | ポーランド       | CCC       |
| コフィディス                       | フランス         | COF       |
| コロンビア                         | コロンビア       | COL       |
| MTN・クベカ                        | 南アフリカ共和国 | MTN       |
| チーム・ノヴォ・ノルディスク       | アメリカ合衆国   | TNN       |

## 最終成績
ミラノ〜サンレモ、293km
| 順位 | 名前                               | 国籍           | チーム                             | 時間          |
| ---- | ---------------------------------- | -------------- | ---------------------------------- | ------------- |
| 1    | ヨーン・デーゲンコルプ             | ドイツ         | ジャイアント・アルペシン           | 6時間46分16秒 |
| 2    | アレクサンダー・クリストフ         | ノルウェー     | チーム・カチューシャ               | +00秒         |
| 3    | マイケル・マシューズ               | オーストラリア | オリカ・グリーンエッジ             | +00秒         |
| 4    | ペーター・サガン                   | スロバキア     | ティンコフ＝サクソ                 | +00秒         |
| 5    | ニッコロ・ボニファツィオ           | イタリア       | ランプレ・メリダ                   | +00秒         |
| 6    | ナセル・ブアニ                     | フランス       | コフィディス                       | +00秒         |
| 7    | ファビアン・カンチェラーラ         | スイス         | トレック・ファクトリー・レーシング | +00秒         |
| 8    | ダヴィデ・チモライ                 | イタリア       | ランプレ・メリダ                   | +00秒         |
| 9    | トニー・ガロパン                   | フランス       | ロット・ソウダル                   | +00秒         |
| 10   | エドヴァルド・ボアッソン・ハーゲン | ノルウェー     | MTN・クベカ                        | +00秒         |